# بيانات التدريب والتحقق والاختبار
في تعلم الآلة، تعد دراسة وبناء الخوارزميات التي يمكن أن تتعلم من البيانات وتصدرها مهمة شائعة.  تعمل مثل هذه الخوارزميات عن طريق إجراء تنبؤات أو قرارات تستند إلى البيانات من خلال بناء نموذج رياضي من البيانات المدخلة. عادةً ما تأتي البيانات المستخدمة لبناء النموذج النهائي من مجموعات بيانات متعددة. على وجه الخصوص، تُستخدم ثلاث مجموعات من البيانات بشكل شائع في المراحل المختلفة من إنشاء النموذج: مجموعات التدريب والتحقق من الصحة والاختبار.
في البداية يُلائم النموذج على مجموعة بيانات تدريب، وهي مجموعة من الأمثلة المستخدمة لملاءمة المعلمات (مثل أوزان الاتصالات بين الخلايا العصبية في الشبكات العصبية الاصطناعية) للنموذج. يُدرب النموذج (مثل مصنف بايز الساذج) على مجموعة بيانات التدريب باستخدام طريقة التعلم الإشرافي، على سبيل المثال باستخدام طرق التحسين مثل نزول التدرج أو نزول التدرج العشوائي. في الممارسة العملية، تتكون مجموعة بيانات التدريب غالبًا من أزواج من متجه الإدخال (أو قيمة عددية) ومتجه الإخراج المقابل (أو قيمة عددية)، حيث يُشار إلى مفتاح الإجابة عادةً باسم الهدف (أو الملصق). يُشغل النموذج الحالي مع مجموعة بيانات التدريب وينتج نتيجة، ثم يُقارن بالهدف، لكل متجه إدخال في مجموعة بيانات التدريب. بناءً على نتيجة المقارنة والخوارزمية التعلمية المحددة المستخدمة، تُضبط معلمات النموذج. يمكن أن يشمل ملاءمة النموذج كلًا من اختيار المتغيرات وتقدير المعلمات.

## بيانات التدريب
بيانات التدريب هي مجموعة بيانات من الأمثلة المستخدمة للتعلم، وهي تناسب المتغيرات (مثل القيم)، على سبيل المثال، المصنف. تميل معظم المقاربات التي تبحث من خلال بيانات التدريب عن العلاقات التجريبية إلى مناسبة البيانات، بمعنى أنه يمكنها تحديد العلاقات الواضحة في بيانات التدريب التي لا تتم بشكل عام.

## بيانات التحقق
مجموعة بيانات التحقق عبارة عن مجموعة بيانات من الأمثلة المستخدمة لضبط بنية المتغيرات من المصنف. يسمى أحيانًا مجموعة التطوير. في الشبكات العصبية الاصطناعية، تكون بنية المتغيرات المعلمة الفائقة، على سبيل المثال، عدد الوحدات المخفية.  يجب أن تتبع مجموعة الاختبار (كما ذكر أعلاه) نفس التوزيع الاحتمالي مثل مجموعة بيانات التدريب.

## بيانات الاختبار
مجموعة بيانات الاختبار هي مجموعة بيانات مستقلة عن مجموعة بيانات التدريب، ولكنها تتبع نفس توزيع الاحتمالية كمجموعة بيانات تدريبية. إذا كان النموذج المناسب لمجموعة بيانات التدريب مناسبًا أيضًا لمجموعة بيانات الاختبار، فقد حدث الحد الأدنى من المطابقة الزائدة (انظر الشكل أدناه). عادةً ما يشير التركيب الأفضل لمجموعات البيانات التدريبية بخلاف مجموعة بيانات الاختبار إلى المطابقة الزائد.
وبالتالي، فإن مجموعة الاختبار هي مجموعة من الأمثلة المستخدمة فقط لتقييم الأداء (أي التعميم) لمصنف محدد بالكامل. للقيام بذلك، يُستخدم النموذج النهائي للتنبؤ بتصنيفات الأمثلة في مجموعة الاختبار. تُقارن هذه التنبؤات مع التصنيفات الحقيقية للأمثلة لتقييم دقة النموذج.

في السيناريو الذي تُستخدم كل من مجموعتي البيانات للتحقق من الصحة والاختبار، تُستخدم مجموعة بيانات الاختبار عادةً لتقييم النموذج النهائي الذي اُختيرت خلال عملية التحقق من الصحة. في حالة تقسيم مجموعة البيانات الأصلية إلى مجموعتين فرعيتين (مجموعتي تدريب واختبار)، قد تقيم مجموعة بيانات الاختبار النموذج مرة واحدة فقط (على سبيل المثال، في طريقة الاحتفاظ). لاحظ أن بعض المصادر تنصح بعدم استخدام مثل هذه الطريقة. ومع ذلك، عند استخدام طريقة مثل التحقق المتقاطع، يمكن أن يكون تقسيمان كافيين وفعالين لأن النتائج يُحسب متوسطها بعد جولات متكررة من تدريب النموذج والاختبار للمساعدة في تقليل التحيز والتقلب.

مجموعة تدريب (يسار) ومجموعة اختبار (يمين) من نفس المجموعة الإحصائية كنقاط زرقاء. نموذجان تنبؤيان يتناسبان مع بيانات التدريب. يتم رسم كل من النماذج المجهزة مع كل من مجموعات التدريب والاختبار. في مجموعة التدريب ، يكون (متوسط الخطأ المربع) للملاءمة الموضحة باللون البرتقالي 4 ، في حين أن متوسط الخطأ المربع للملائمة المبينة باللون الأخضر هو 9. في مجموعة الاختبار ، يكون متوسط الخطأ المربع للملائمة الموضح باللون البرتقالي 15 و متوسط الخطأ المربع للملائمة الموضحة في اللون الأخضر هو 13. يزيد المنحنى البرتقالي بشكل كبير من بيانات التدريب ، حيث أن متوسط الخطأ المربع يزداد بمقدار أربعة أضعاف تقريبًا عند مقارنة الاختبار بمجموعة التدريب. إن المنحنى الأخضر يتغلب على بيانات التدريب بشكل أقل بكثير ، حيث يزيد متوسط الخطأ المربع الخاص به بأقل من عامل 2.

## البيانات المعزولة
ببساطة جزء من مجموعة البيانات الأصلية يمكن أن تكون جانبا وتستخدم كمجموعة الاختبار.